# Sergiño Dest
Sergiño Gianni Dest (Almere, Países Bajos, 3 de noviembre de 2000) es un futbolista estadounidense que juega como defensa en el PSV Eindhoven de la Eredivisie.

## Trayectoria

### Inicios
Jugó en la academia del Almere City F. C. hasta 2012. Desde entonces jugó para la del A. F. C. Ajax, donde ocupaba posiciones en la zona ofensiva. El 15 de octubre de 2018 hizo su debut con el Jong Ajax, en la derrota con marcador 2-1 contra el Jong PSV. El 13 de septiembre de 2019 extendió su contrato con el Ajax hasta 2022.

### F. C. Barcelona

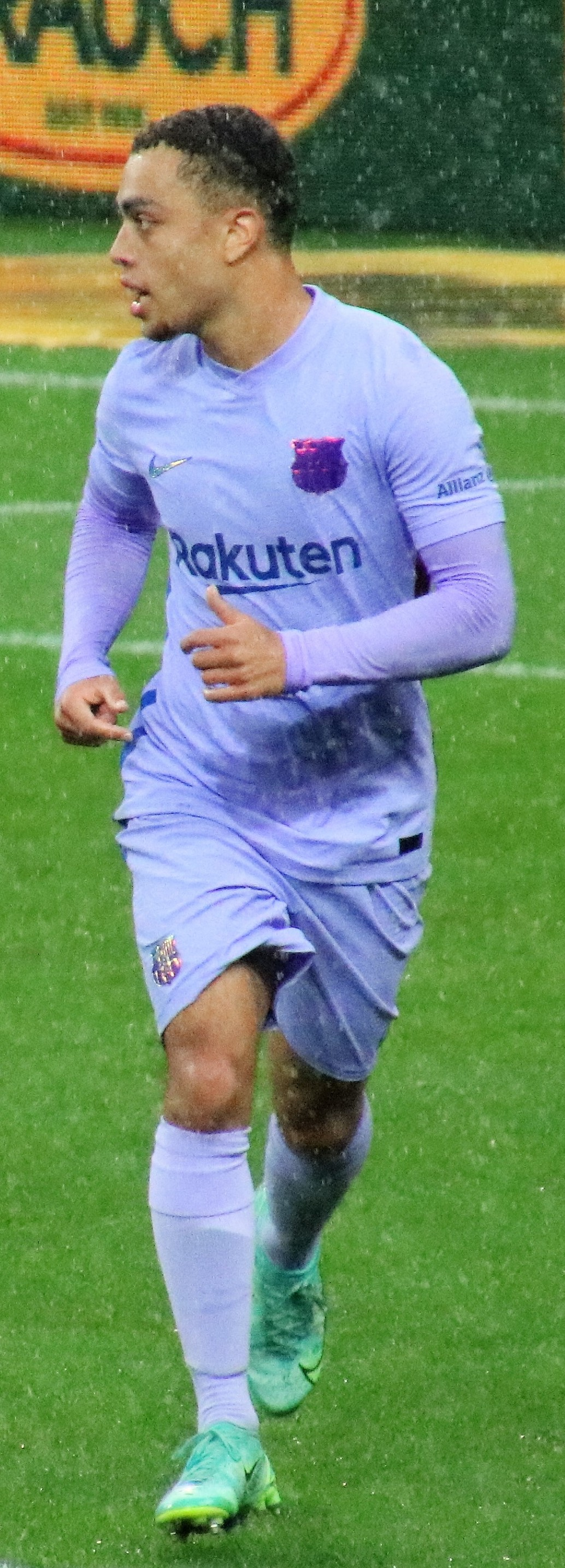
Dest jugando con el Barcelona en 2021.

El 1 de octubre de 2020 se hizo oficial su fichaje por el F. C. Barcelona para las siguientes cinco temporadas a cambio de 21 millones de euros más 5 en variables. El 4 de octubre debutó jugando veinte minutos al entrar por Jordi Alba en el empate 1-1 con el Sevilla F. C. de la 5.ª jornada de la Liga. El 24 de noviembre marcó su primer gol con el equipo, y el primero de un estadounidense en la historia del club, en un encuentro de la Liga de Campeones de la UEFA ante el F. C. Dinamo de Kiev. El 21 de marzo de 2021 anotó sus primeros goles en el torneo liguero, al marcar un doblete en la victoria por 1-6 sobre la Real Sociedad en Liga. El 17 de abril disfrutó su primer título como azulgrana, el Barça derrotó por 0-4 al Athletic Club y se consagró campeón de la Copa del Rey 2020-21.
Después de dos años en los que jugó 72 partidos, el 1 de septiembre de 2022 fue cedido a la A. C. Milan con una opción de compra. En Italia dejó de contar con minutos en enero y no fue inscrito para el tramo final de la Liga de Campeones, por lo que optaron por no ficharlo. La siguiente temporada volvió a ser prestado, en esta ocasión al PSV Eindhoven que también tenía la opción de adquirirlo en propiedad. Esto sucedió al término de la campaña después de que ambos clubes acordaran su traspaso a cambio de un porcentaje de una futura venta.

## Selección nacional
Nació en los Países Bajos de un padre surinamés-estadounidense y una madre neerlandesa,[cita requerida] pero solo ha representado a los Estados Unidos a nivel internacional. Representó a los Estados Unidos en las categorías sub-17 en la Copa Mundial Sub-17 de la FIFA 2017, y para la sub-20 en la Copa Mundial Sub-20 de la FIFA 2019, donde jugó cuatro partidos.
Debutó para el equipo absoluto de los Estados Unidos el 6 de septiembre de 2019, comenzando y jugando 68 minutos en una derrota en el amistoso por 3-0 contra México.

## Vida privada
Su padre tiene nacionalidad estadounidense y su madre neerlandesa.[cita requerida]

## Estilo de juego
Dest combina muchas cualidades clave necesarias en un lateral, incluida una fuerte destreza ofensiva, un sólido juego defensivo y ser excelente en la posesión. Tiene la capacidad de enfrentarse a los jugadores y su ritmo es una virtud para avanzar y defender.

## Estadísticas

### Clubes
Actualizado al último partido disputado el 9 de agosto de 2025.
| Club                         | Div.          | Temporada     | Liga  | Liga  | Copas nacionales | Copas nacionales | Copas internacionales | Copas internacionales | Total | Total |
| Club                         | Div.          | Temporada     | Part. | Goles | Part.            | Goles            | Part.                 | Goles                 | Part. | Goles |
| ---------------------------- | ------------- | ------------- | ----- | ----- | ---------------- | ---------------- | --------------------- | --------------------- | ----- | ----- |
| Jong Ajax · Países Bajos     | 2.ª           | 2018-19       | 17    | 1     | —                | —                | —                     | —                     | 17    | 1     |
| Jong Ajax · Países Bajos     | 2.ª           | 2019-20       | 1     | 0     | —                | —                | —                     | —                     | 1     | 0     |
| Jong Ajax · Países Bajos     | Total club    | Total club    | 18    | 1     | 0                | 0                | 0                     | 0                     | 18    | 1     |
| A. F. C. Ajax · Países Bajos | 1.ª           | 2019-20       | 20    | 0     | 5                | 2                | 10                    | 0                     | 35    | 2     |
| A. F. C. Ajax · Países Bajos | 1.ª           | 2020-21       | 3     | 0     | —                | —                | —                     | —                     | 3     | 0     |
| A. F. C. Ajax · Países Bajos | Total club    | Total club    | 23    | 0     | 5                | 2                | 10                    | 0                     | 38    | 2     |
| F. C. Barcelona · España     | 1.ª           | 2020-21       | 30    | 2     | 4                | 0                | 7                     | 1                     | 41    | 3     |
| F. C. Barcelona · España     | 1.ª           | 2021-22       | 21    | 0     | 1                | 0                | 9                     | 0                     | 31    | 0     |
| F. C. Barcelona · España     | Total club    | Total club    | 51    | 2     | 5                | 0                | 16                    | 1                     | 72    | 3     |
| A. C. Milan · Italia         | 1.ª           | 2022-23       | 8     | 0     | 2                | 0                | 4                     | 0                     | 14    | 0     |
| A. C. Milan · Italia         | Total club    | Total club    | 8     | 0     | 2                | 0                | 4                     | 0                     | 14    | 0     |
| PSV Eindhoven · Países Bajos | 1.ª           | 2023-24       | 25    | 2     | 2                | 0                | 10                    | 0                     | 37    | 2     |
| PSV Eindhoven · Países Bajos | 1.ª           | 2024-25       | 7     | 0     | 0                | 0                | 0                     | 0                     | 7     | 0     |
| PSV Eindhoven · Países Bajos | 1.ª           | 2025-26       | 1     | 1     | 1                | 1                | 0                     | 0                     | 2     | 2     |
| PSV Eindhoven · Países Bajos | Total club    | Total club    | 33    | 3     | 3                | 1                | 10                    | 0                     | 46    | 4     |
| Total carrera                | Total carrera | Total carrera | 133   | 6     | 15               | 3                | 40                    | 1                     | 188   | 10    |
| 1. 2.                        |               |               |       |       |                  |                  |                       |                       |       |       |

## Palmarés

### Títulos nacionales
| Título                        | Club            | País         | Año     |
| ----------------------------- | --------------- | ------------ | ------- |
| Supercopa de los Países Bajos | A. F. C. Ajax   | Países Bajos | 2019    |
| Copa del Rey                  | F. C. Barcelona | España       | 2020-21 |
| Eredivisie                    | PSV Eindhoven   | Países Bajos | 2023-24 |
| Eredivisie                    | PSV Eindhoven   | Países Bajos | 2024-25 |
| Supercopa de los Países Bajos | PSV Eindhoven   | Países Bajos | 2025    |

### Títulos internacionales
| Título                          | Equipo                      | Sede           | Año  |
| ------------------------------- | --------------------------- | -------------- | ---- |
| Liga de Naciones de la Concacaf | Selección de Estados Unidos | Estados Unidos | 2020 |
| Liga de Naciones de la Concacaf | Selección de Estados Unidos | Estados Unidos | 2023 |
| Liga de Naciones de la Concacaf | Selección de Estados Unidos | Estados Unidos | 2024 |